# カトリック西木場教会
カトリック西木場教会（カトリックにしこばきょうかい）は、長崎県松浦市にある、キリスト教（カトリック）の聖堂。
松浦市にある唯一の小教区教会である。
なお、当教会の主任司祭は同市内御厨町里免にある御厨教会と平戸市田平町福崎免にある福崎教会にも巡回してミサを捧げる。

## 沿革
現聖堂は、田平小教区の巡回教会として、1949年7月19日に山口司教によって献堂、祝別されたが1956年7月1日に田平小教区より分離・独立し、山口司教によって、西木場小教区が設立された。